# Китамацуура (уезд)
Китамацуура (яп. 北松浦郡 Китамацуура-гун) — уезд расположен в префектуре Нагасаки, Япония.
По оценкам на 1 апреля 2017 года, население составляет 16 093 человека, площадь — 57,79 км², плотность населения — 278 человек/км².

## Посёлки и сёла
- Одзика
- Садза

## Слияния
- 1 апреля 2005 года города Сечибару и Есии объединились в город Сасебо.
- 1 октября 2005 года города Икицуки и Табира, а также деревня Осима объединились в город Хирадо.
- 1 января 2006 года города Фукусима и Такасима объединились в город Мацуура.
- 31 марта 2006 года города Косаза и Уку объединились в город Сасебо.
- 31 марта 2010 года города Эмукае и Шикамати объединились в город Сасебо.[1]

## Примечание
1. ↑  市町村合併情報 長崎県 ＜国土地理協会＞. Дата обращения: 13 сентября 2008. Архивировано из оригинала 3 февраля 2006 года.